# Overnight
Az Overnight egy 2007-ben készült és bemutatott magyar nagyjátékfilm, Török Ferenc rendezésében.

## Szereplők
| Színész        | Szerep    |
| -------------- | --------- |
| Bodó Viktor    | Peti      |
| Pető Kata      | Rozi      |
| Hanns Zischler | Fischer   |
| Szőcs Artur    | Zolika    |
| Eszenyi Enikő  | Ági       |
| Vajdai Vilmos  | István    |
| Máté Gábor     | góré      |
| Mészáros Béla  | Richárd   |
| Tilo Werner    | János     |
| Nagy Ervin     | Süni      |
| Mucsi Zoltán   | Taxisöfőr |
| Haumann Máté   | Bróker    |
| Gryllus Dorka  | Anikó     |

## Forgatás
A film nagy részét Budapesten és Taliándörögdön vették fel de, néhány jelenetet a forgattak az indiai Mumbaiban és a Németországban található Altenburgban is. 